# 대국민 나눔프로젝트 십시일반
대국민 나눔프로젝트 십시일반은 매주 토요일 오전 11시에 KBS 1TV로 방송되었던 한국방송공사의 텔레비전 프로그램이다.

## 기획 의도
세상을 바꾸는 가장 손쉬운 방법, 손끝에서 나오는 아름다운 기부의 가치, 그 마음이 모여 희망이 날개를 펴고 기쁨이 돋아나며 행복이 꽃 피웁니다.

## 방송 시간
| 방송 채널 | 방송 기간                          | 방송 시간                             |
| --------- | ---------------------------------- | ------------------------------------- |
| KBS 1TV   | 2016년 10월 8일 ~ 2016년 10월 15일 | 매주 토요일 오전 11:00 ~ 11:55 (55분) |

## 역대 진행자
- 1대 김국진, 윤정수, 김경란, 서유리 : 2016년 10월 8일 ~ 2016년 10월 15일